# Antocha subconfluenta
Antocha subconfluenta là một loài ruồi trong họ Limoniidae. Chúng phân bố ở miền Cổ bắc.